# Dorobanți

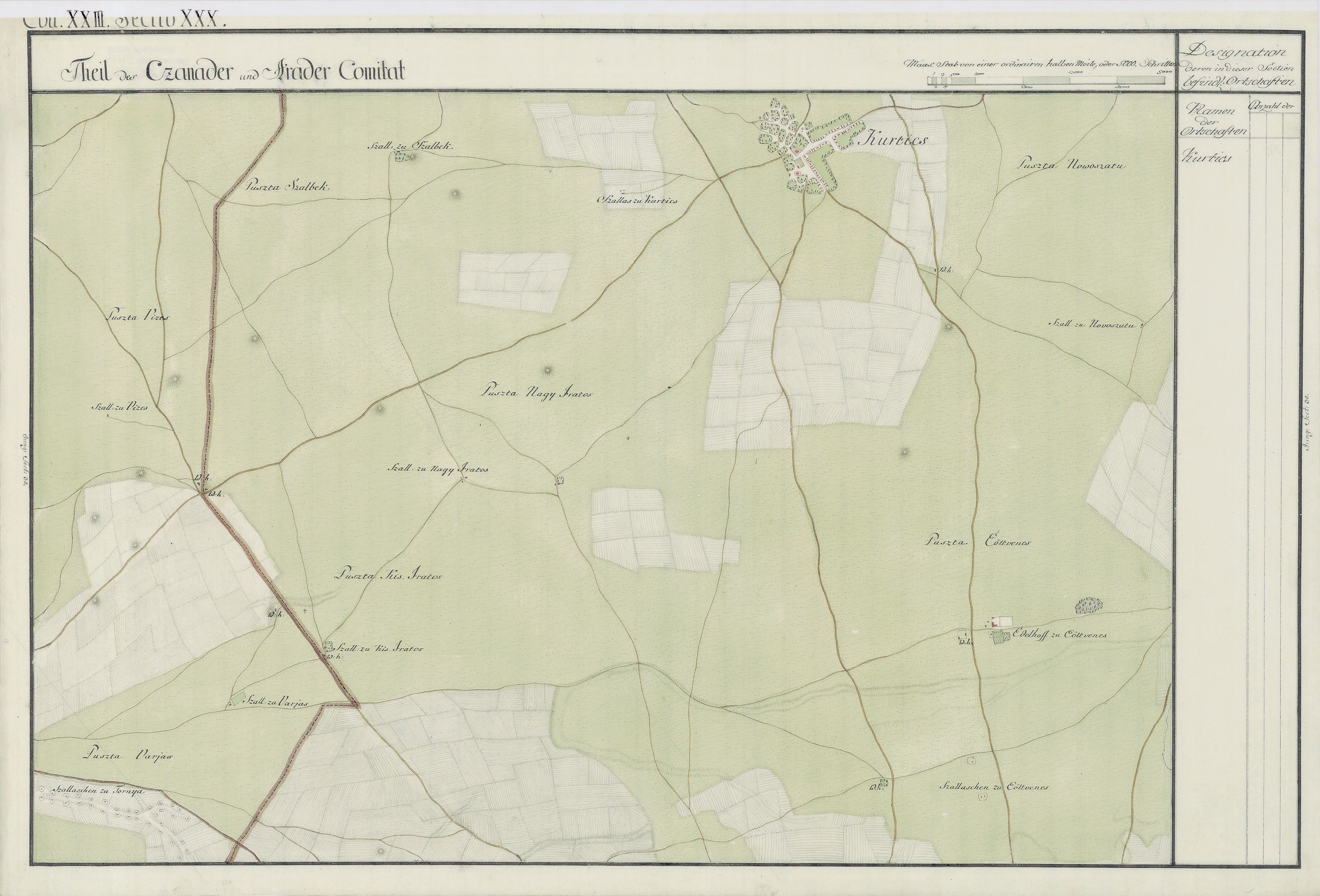
Kis Iratos auf der Josephinischen Landaufnahme von 1782–1785.

Dorobanți (ungarisch Kisiratos) ist eine Gemeinde im Kreis Arad, im Kreischgebiet, im Westen Rumäniens.

## Geografische Lage
Dorobanți liegt im Westen des Kreises Arad, an der Grenze zu Ungarn, in 25 km Entfernung von der Kreishauptstadt Arad.

## Nachbarorte
| Kevermes   | Lőkösháza                                   | Macea    |
| Dombegyház | Kompassrose, die auf Nachbargemeinden zeigt | Curtici  |
| Iratoșu    | Sânpaul                                     | Șofronea |

## Geschichte
Die erste urkundliche Erwähnung von Kis-Iratos stammt aus dem Jahr 1773.
Im Laufe der Jahrhunderte traten verschiedene Schreibweisen des Ortsnamens in Erscheinung: 1773 Kis-Iratos, 1828 Kis-Iratos, 1839 Kis-Iratos, 1847 Kis-Iratos, 1851 Kis-Iratos, 1858 Kis-Iratos, 1863 Kis-Iratos, 1873 Iratos, 1877 Iratos, 1882 Iratos, 1893 Kis-Iratos, 1913 Kisiratos, 1921 Iratoşul mic, Kisiratos, 1925 Dorobanţi, 1950 Dorobanţi.
Nach dem Frieden von Karlowitz (1699) kam Arad und das Maroscher Land unter österreichische Herrschaft, während das Banat südlich der Marosch bis zum Frieden von Passarowitz (1718) unter Türkenherrschaft verblieb. 1828 kaufte die Familie Szalbek vom Ärar das Gut Kis-Iratos.
Infolge des Österreichisch-Ungarischen Ausgleichs (1867) wurde das Arader Land, wie das gesamte Banat und Siebenbürgen, dem Königreich Ungarn innerhalb der Doppelmonarchie Österreich-Ungarn angegliedert. Die amtliche Ortsbezeichnung war Kisiratos.
Der Vertrag von Trianon am 4. Juni 1920 hatte die Grenzregulierung zur Folge, wodurch Dorobanți  an das Königreich Rumänien fiel.
1990 wurde das Thermalbad in Dorobanți eröffnet. Das 36–40 Grad Celsius warme Wasser ist für die Behandlung von Erkrankungen des Bewegungsapparats geeignet. Auf dem 1,5 Hektar großen Gelände befindet sich auch ein Campingplatz.